# Ембріонізація
Ембріонізація - це  явище, коли ембріональний період подовжується завдяки живленню ембріона ресурсами материнського організму (плацентарні ссавці, деякі хрящові риби) або запасними поживними речовинами яйця (плазуни, птахи).
Біологічне значення цього явища полягає в тому, що народжується або вилуплюється з яйцевих оболонок тварина на вищому ступені розвитку, що зменшує її вразливість зовнішніми чинниками. У плацентарних ссавців, деяких сумчастих, акул, скорпіонів одна із зародкових оболонок зростається зі стінками розширеної частини яйцепроводів (матки) таким чином, що через кров матері до зародка потрапляють поживні речовини та кисень, а виводяться продукти обміну та вуглекислий газ. Процес появи на світ такого зародка називають справжнім живонародженням.
Якщо зародок розвивається за рахунок запасних поживних речовин яйця всередині материнського організму і звільняється від яйцевих оболонок ще в жіночих статевих ходах, то таке явище називається яйцеживонародженням (деякі ящірки, змії, акваріумні рибки - гуппі та мечоносці, попелиці тощо).
Коли зародок розвивається в яйці поза материнським організмом і виходить з нього в довкілля, таке явище дістало назву яйценародження (більшість плазунів, птахи, першозвірі, членистоногі, кишковопорожнинні тощо).